# فرودگاه لا کلتا فیلد
فرودگاه لا کلتا فیلد (به انگلیسی: La Caleta Field) یک فرودگاه است . این فرودگاه در کشور جمهوری دومینیکن قرار دارد و در ارتفاع ۵۶ متری از سطح دریا واقع شده است.